# Parsons (Nyugat-Virginia)
Parsons település az Amerikai Egyesült Államok Nyugat-Virginia államában, Tucker megyében, melynek megyeszékhelye is. Lakosainak száma 1327 fő (2020. április 1.).

## Népesség
A település népességének változása:

| 2010 | 1 485 |
| 2020 | 1 327 |